# 광양 백운사 목조아미타여래좌상 및 복장유물
광양 백운사 목조아미타여래좌상 및 복장유물(光陽 白雲寺 木造 阿彌陀如來坐像 및 腹藏遺物)는 대한민국 전라남도 광양시 옥룡면 백운사에 있는 조선시대의 불상 및 복장유물이다. 2013년 12월 19일 전라남도의 유형문화재 제317호로 지정되었다.

## 개요
광양 백운사 목조아미타여래좌상 및 복장유물은 1643년 제작된 작품으로 작자와 연대가 확실하며 보존 상태도 양호하다. 불상안에서는 한지와 쪽염색을 한 비단에 불상의 조성 과정 등을 기록한 2종의 발원문, ‘묘법연화경’ 등 복장(腹藏) 유물이 확인됐다. 조선시대 불교문화사 이해에 중요하다.

## 참고 자료
- 광양 백운사 목조 아미타여래좌상 및 복장유물 - 국가유산청 국가유산포털